# Studio Lain
Studio Lain – polskie wydawnictwo komiksowe z siedzibą w Iławie, działające od 2014 roku, założone przez  Arkadiusza Dzierżawskiego. Początkowo wydawało jedynie Magazyn Arigato. Specjalizuje się przede wszystkim w komiksach z brytyjskiego magazynu 2000 AD. Z czasem rozbudowało ofertę o komiksy z innych krajów europejskich.

## Wydane pozycje

### Komiksy 2000 AD[1][2]
- ABC Warriors: Czarna dziura
- ABC Warriors: Wojna Volgańska
- Absalom 1: Duchy Londynu
- Absalom 2: Pod zdradziecką flagą
- Ballada o Halo Jones
- Button Man
- Canon Fodder. Boże Działo
- D.R. i Quinch: Kompletne świry
- Durham Red
- Mazeworld: Koszmary z Labiryntu
- Kompletny szok przyszłości: Alan Moore
- Mistrzowie komiksu: Szoki przyszłości
- Opowieści z Telguuth
- Sinister Dexter
- Skizz
- Sláine:
  - Kroniki Brutanii
  - Król
  - Rogaty Bóg
  - Skarby Brytanii
  - Świt wojownika
  - Władca nieprawości
  - Zabójca czasu
  - Zabójca demonów
- Stickleback
- Uniwersum Dredd:
  - Bezprawie
  - Sędzia Anderson: Oddział - PSI. Szambala
  - Sędzia Anderson: Oddział - PSI. Powrót do Szambali
  - Sędzia Dredd: Heavy Metal Dredd
  - Sędzia Dredd: Ameryka
  - Sędzia Dredd: Mandroid
  - Sędzia Dredd: Mroczna Sprawiedliwość
  - Sędzia Dredd: Tytan
  - Sędzia Dredd: Wojna totalna
  - Sędzia Dredd: Krew Satanusa. Dziesiąty Krąg
  - Mroczni Sędziowie: Upadek Martwego Świata
  - Mroczni Sędziowie: Dominion

### Komiksy amerykańskie[3]
- Afrodyta IX
- Darkness
- Hunter-Killer
- Spawn:
  - Gunslinger Spawn
  - Hellspawn
  - Spawn Dark Ages
  - Spawn King
- Stone

### Komiksy argentyńskie
- Barbara
- Kroniki na końcu świata
- Thag[4]

### Komiksy frankofońskie
- Aberzen
- Acriborea
- Altor
- Armie Zdobywcy
- Arché • Lailah
- Bractwo kraba
- Catamount
- CE[5]
- Duam
- Korriganie
- Kroniki barbarzynców
- Metronom’
- Morgana[6]
- Pan Wtorek Popielcowy
- Pomroka
- Saria
- Septentryon
- Sha
- Shane
- Thorinth
- W cieniu Słońca
- Wiek Evy (XXe ciel.com)
- Yiu
- Yragaël. Urm Szalony
- Zaya
- Zaklinacze opali
- Zauroczeni
- Ziarno szaleństwa

### Komiksy hiszpańskie
- Brygada
- Opowieści z czasów kobry
- Solo:
  - Legatus
  - Ocaleni z chaosu
  - Świat kanibali

### Komiksy polskie
- RadioActive Cross: Ostatnia Bitwa Epickich Rozmiarów
- Violent Skate Bulldogs

### Komiksy włoskie
- Strażnicy Masery